# Жуков, Михаил Александрович (полный кавалер ордена Славы)
Михаил Александрович Жуков (3 июня 1909, Московская область — 28 апреля 1945) — командир орудия 1957-го истребительного противотанкового артиллерийского полка, старший сержант — на момент представления к награждению орденом Славы 1-й степени.

## Биография
Родился 3 июля 1909 года в деревне Занино на территории современного Можайского района Московской области. Окончил 7 классов. В 1931—1933 годах проходил действительную службу в Красной Армии. Работал на Белорусском вокзале города Москвы.
С началом Великой Отечественной войны вновь был призван в армию и с июля участвовал в боях с немецко-вражескими захватчиками.
21 февраля 1944 года командир орудия старший сержант Жуков при прорыве вражеской обороны в 9 км северо-восточнее города Рогачев форсировал реку Днепр. В бою на плацдарме его расчет постоянно находился в боевых порядках наступающей пехоты, способствуя успеху боя, метким огнём подавил 3 противотанковых орудия, 1 пулемет, поразил до 10 вражеских солдат. Приказом от 12 марта 1944 года старший сержант Жуков Михаил Александрович награждён орденом Славы 3-й степени.
18 сентября 1944 года старший сержант Жуков при отражении контратаки в районе населенного пункта Михалув-Грабина, командуя бойцами, с открытой позиции метким огнём поджег вражеское штурмовое орудие, накрыл 2 пулемета, разрушил 2 дзота и 2 дома с засевшими в них гитлеровцами. Приказом от 27 октября 1944 года старший сержант Жуков Михаил Александрович награждён орденом Славы 2-й степени.
14 января 1945 года при прорыве обороны противника на плацдарме у реки Висла расчет старшего сержанта Жукова прямой наводкой подавил 3 орудия, чем обеспечил успешное продвижение пехоты вперед. 16 января при преследовании отступающего противника близ населенного пункта Стромец, находясь в засаде, поджег 2 БТР и 3 автомобиля с военными грузами. За эти бои был представлен к награждению орденом Славы 1-й степени.
28 апреля 1945 года в бою на подступах к Берлину старший сержант Жуков погиб. Похоронен в Берлине.
Указом Президиума Верховного Совета СССР от 31 мая 1945 года за образцовое выполнение заданий командования в боях с немецко-вражескими захватчиками старший сержант Жуков Михаил Александрович награждён орденом Славы 1-й степени.
Награждён орденами Красной Звезды, Славы 3-х степеней, медалью.